# 쿠바 혁명
쿠바 혁명(1953년 7월 26일 ~ 1959년 1월 1일)은 쿠바에서 체 게바라, 알베르트 바요, 피델 카스트로, 카밀로 시엔푸에고스 등 7·26 운동 혁명가들이 1959년 1월 1일 풀헨시오 바티스타 독재정권을 전복하고 마르크스-레닌주의 국가를 수립한 것을 말한다.
1956년 12월 2일 피델 카스트로가 이끄는 82명의 무리가 무장 저항 운동 단체를 설립할 목적으로 시에라 마에스트라(Sierra Maestra)에 도착하였다. 1958년 말, 그들은 시에라 마에스트라를 박차고 나와, 봉기를 일으켰고, 많은 사람들이 동참하였다. 이들이 산타 클라라(Santa Clara)를 점령하자, 바티스타는 포르투갈로 탈출하였다. 바르킨은 카밀로 시엔푸에고스(Camilo Cienfuegos), 체 게바라, 라울 카스트로 및 그의 형제 피델 카스트로와 지휘권의 상징적인 변화에 대하여 협상하였다. 이것은 대법원이 그 혁명의 법원성(法源性)을 인정하여, 그 대표자가 명령권을 가진다고 결정한 이후에 나온 것이었다. 피델 카스트로의 혁명군은 1959년 1월 8일 수도인 아바나에 당도하였다.

## 배경
신항로 개척 이후 스페인의 식민지였던 쿠바는 미국과 스페인의 전쟁 이후 1902년 독립하였지만, 미국 자본에 예속된 사탕수수 단일작물재배 경제가 형성되어 실질적으로는 미국의 지배하에 있었다. 토지가 미국 자본과 쿠바인 대지주들에게 집중되어 있었기 때문에 일반 국민들은 궁핍한 생활을 벗어날 수 없었다. 게다가 독재정권의 부패가 심화되어 여러 차례의 민중봉기가 일어났지만 미국의 비호하에 진압되었다.

## 경과

### 1956년 12월 이전
쿠바 혁명의 시발점은 일반적으로 1953년 7월 26일로 인정된다. 이 날은 160명의 경무장한 일군의 반란군이 산티아고에 있는 몬카다 병영과 바야모의 병영을 습격한 날이다. 이때 죽은 반란군의 정확한 수는 논란의 여지가 있으나, 카스트로는 자서전에서 다섯 명이 싸우다 죽었으며 나중에 바티스타 정권이 56명을 죽였다고 주장한다. 사망자 중에는 몽카다 병영 습격 작전의 부사령관인 아벨 산타마리아도 있는데, 그는 투옥되어 고문당한 뒤 습격 당일 처형되었다. 살아남은 피델 카스트로와 라울 카스트로는 즉시 생포되었다. 재판 중 피델 카스트로는 4시간 가까이 자신을 변호하면서 다음과 같은 말로 끝맺었다.
| “ | 나를 벌하라, 그건 중요하지 않다. 다만 역사가 나를 용서할 것이다. | ” |

피델 카스트로는 피노스 섬에 있는 프레시디오 모델로 감옥에서 15년 징역을 선고 받았으며, 라울은 13년형을 받았다.
1955년 광범위한 정치 탄압 속에서 바티스타 정권은 몽카다 병영을 습격한 쿠바의 모든 정치범을 석방했다. 피델의 예수회 선생들과 그리고 아마도 젊은 시절의 지인들도 바티스타 정권을 설득하여 카스트로 형제를 석방자에 포함하는 데 일조했다.
카스트로 형제는 정권을 뒤엎기 위해 혁명을 준비하고자 멕시코로 가는 망명자들과 합류하였으며, 스페인 내전 당시 공화국군 지도자였던 알베르토 바요의 훈련을 받았다. 이때 피델은 에르네스토 체 게바라를 만나 군대를 규합했다.
1956년 11월 피델이 이끄는 망명자들은 요트 그란마 호를 타고 쿠바로 간다. 당초 상륙과 동시에 7월 26일단의 야노 사람들과 공조하여 도시에서 반란과 총파업을 일으킬 계획이었다. 신속한 공격으로 정권을 무너뜨릴 수 있을 것이었다.

### 1956년 12월에서 1958년 중반까지
1956년 12월 2일 그란마 호를 타고 온 피델 카스트로가 이끄는 82명의 무리는 무장 저항 운동 단체를 설립할 목적으로 쿠바에 도착했다. 연습과는 달리 계획보다 이틀 늦은 도착이었는데, 배에 너무 많은 사람이 타고 있었기 때문이었다. 그래서 7월 26일단과 함께 공격할 수 없게 되었다. 이들은 배에서 내려 쿠바 남동부의 시에라 마에스트라(Sierra Maestra) 산맥으로 향했다. 이동한 지 3일 만에 이들은 바티스타 군대의 공격을 받았다. 대부분의 일행은 그때 죽었지만 몇몇은 도망쳤다. 정확한 생존자 수는 확실하지 않지만, 이때 공격으로 시에라 마에스트라 산맥으로 도망갈 수 있었던 자는 원래 왔던 82명 중 22명만 살아남았다. 이중 10명이 붙잡혔고 결국 나머지 12명의 살아 남은 자 중에는 피델 카스트로, 체 게바라, 라울 카스트로, 카밀로 시엔푸에고스가 있었다. 이들은 혼자 혹은 몇몇 사람씩 뿔뿔이 흩어져 서로를 찾아 산맥을 헤맸다. 결국 이들은 그들을 불쌍하게 여긴 농부의 도움으로 다시 모여 게릴라 군대의 핵심부를 이루었다. 아벨 산타마리아의 누이인 하이데 산타마리아, 그리고 셀리아 산체스는 산에서 피델 카스트로를 도운 여성 혁명가였다.
1957년 3월 13일 다른 혁명군 집단(학생 혁명 지도자단, RD; Directorio Revolucionario)이 대통령궁을 급습하여 바티스타를 살해하고 정권을 뒤엎으려고 했다. 공격은 자살행위였다. 혁명 지도자단의 우두머리였던 학생 호세 안토니오 에체베리아는 그가 바티스타의 죽음을 알리려던 아바나 라디오 방송국에서 바티스타군에 사살되었다. 한줌의 생존자들 중에는 움베르토 카스테요, 로날도 쿠벨라, 파우레 초몬도 있었다.

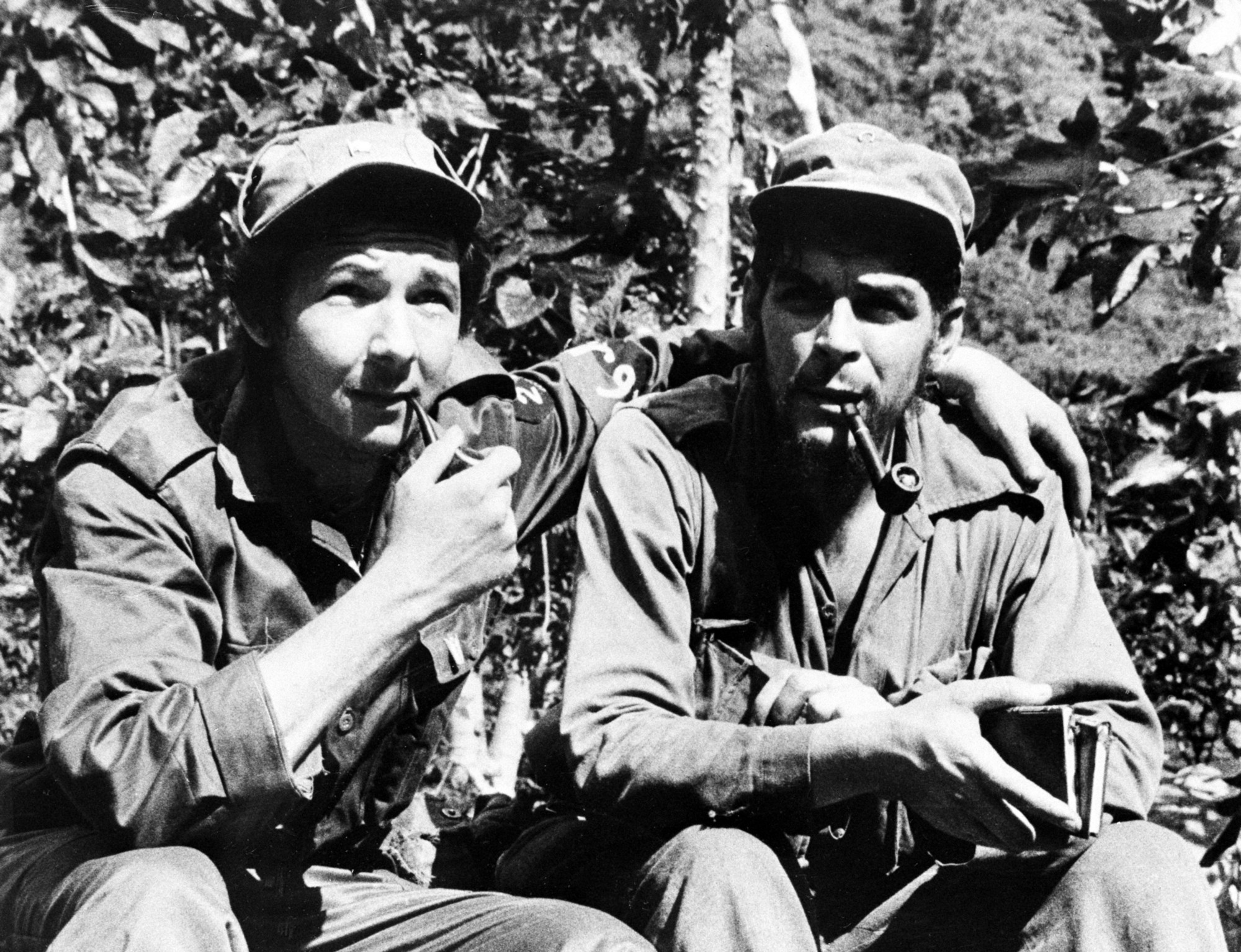
라울 카스트로(왼쪽). 옆에는 체 게바라. 1958년 오리엔테 주의 시에라 데 크리스탈 산지 요새에서

정권은 극렬한 억압으로 끝까지 쿠바의 도시들을 통제하고자 했다. 그러나 시에라 마에스트라 산맥에서 카스트로는 프랑크 파이스, 라모스 라투르, 우베르 마토스 등의 도움을 받아 바티스타의 작은 요새들을 공격하는 데 성공했다. 체 게바라와 라울 카스트로는 그들이 생포한 바티스타 일당이나 카스트로의 라이벌을 처형하는 등, 피델을 도와 산지의 정치적 지배를 공고하게 다졌다. 그리고 "에스코페테로스(escopeteros)"라 하는 제대로 무장하지 못한 비정규군 오리엔테 주의 평원이나 산기슭에 있는 바티스타 군을 괴롭혔다. 이들은 카스트로의 주력군에 직접 가담하여 보급선을 지키고 정보를 주고 받았다. 결국 카스트로는 산지를 통제하게 된다.
게다가 1958년 2월에 만든 '반란군 라디오(Radio Rebelde)'라는 해적 라디오 방송국을 통해 그들은 선전 활동을 했다. 전파를 통해 카스트로와 그의 군대는 적지를 포함해 모두에게 자신들의 메시지를 알렸다. 라디오 방송은 카를로스 프랑키 덕분이었는데, 카스트로의 망명자 지인이었던 그는 지금 푸에르토리코에 살고 있다. 이때 카스트로 군대는 200명이 넘지 않은 매우 작은 규모였으며 이에 반해 쿠바군은 군대와 경찰 병력이 30,000에서 40,000여명에 이르렀다. 그러나 그들은 혁명군과 싸울때마다 거의 싸움에서 물러나는 자들이었다. 쿠바군은 매우 무능했다. 1958년 3월 14일 미국 정부가 쿠바 정부에 무기 수출을 금지하여 바티스타 군대에 문제가 생겼다. 쿠바 공군은 비행기가 미국에서 수리를 받지 못하자 급속도로 힘을 잃는다.
결국 바티스타군은 "여름 작전(Operation Verano, 반란군은 이를 'la Ofensiva'라고 불렀다)"라는 공격으로 산지에 대응했다. 12,000여 병사(그 중 절반 이상은 막 훈련받지 못한 신병이었다)이 산지로 쳐들어갔다. 소규모 전투가 이어지고 카스트로의 강한 군대는 쿠바 군대를 패퇴시킨다. 그해 7월 11일부터 7월 21일까지 이어진 라 플라타 전투에서 카스트로 군대는 겨우 3명만 잃고 1개 대대를 무찔러 240명을 포로로 잡았다. 7월 29일 라스 메르세데스 전투에서 카스트로의 작은 부대(300 여명 규모)가 거의 괴멸되다시피하여 전세가 뒤집히는 듯 했다. 압도적인 숫자에 밀려 카스트로는 임시 휴전을 요청해서 수락받는다. (8월 1일) 다음 7일 동안 쓸모없는 협상이 지속되는 동안 카스트로 군대는 점점 함정에서 벗어났다. 8월 8일에 카스트로의 전체 군대가 도망쳐 산으로 돌아왔다. 여름 작전은 바티스타 정권의 실패로 끝났다.

### 1958년 중반부터 1959년 1월까지

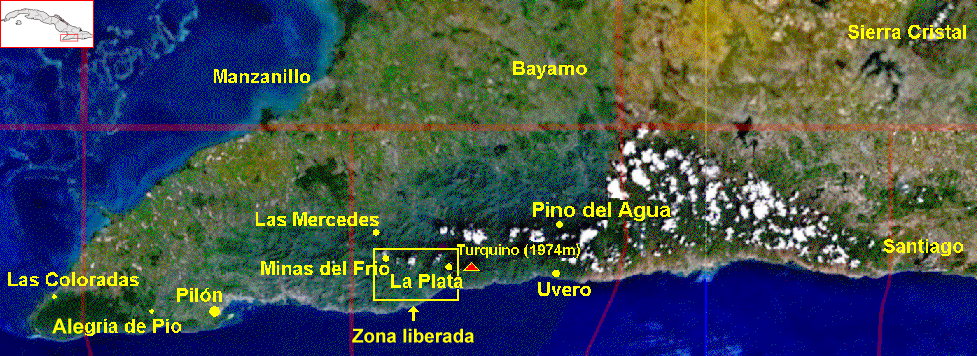
1958년 쿠바 혁명 당시 시에라 마에스트라의 혁명군 거점을 나타낸 지도

1958년 8월 21일 카스트로의 군대는 반격을 시작했다. "오리엔테" 주(지금은 산티아고 데 쿠바와 그란마, 관타나모, 올긴으로 나뉘어 있다.)에는 피델 카스트로, 라울 카스트로, 후안 알메이다 보스케의 명령을 받는 네 개의 전선이 있었다. 산에서 내려와 지난 공격때 노획한 무기와 비행기로 밀수한 무기로 카스트로 군대는 일련의 승리를 거둔다. 카스트로가 기사(Guisa)에서 대승하고, 이어 몇몇 도시(마포, 콘트라마에스트레, 센트랄 오리엔테 등)을 점령하여 카우토 평야에서 승리를 다졌다.
그러는 사이 체 게바라, 카밀로 시엔푸에고스, 하이메 베가가 이끄는 세 부대는 주도 산타클라라가 있는 서쪽으로 진격했다. 거기서 그들은 카스트로 휘하가 아니었던 다른 저항군들과 합류한다. 파리아에 따르면, 체게바라 부대가 원주민 주인 라스 비야스를 지나갈 때 특별히 에스캄브라이 산맥을 지났다고 한다. (그곳에서 학생 혁명지도자단 군대(3월 13일단)는 몇 달째 바티스타 군대와 싸우고 있었다.) 두 반란군 사이에 알력이 커져갔다. 체의 7월 26일단에는 논객 아르만도 아코스타와 더 위험한 지휘자 펠릭스 토레스 등 공산주의자들이 매우 많았다. 그러나 연합한 반란군은 계속 공격을 이어가, 시엔푸에고스는 1958년 12월 30일 야과하이 전투에서 중요한 승리를 거둔다. (그래서 그는 "야과하이의 영웅"이란 별명을 얻었다.)

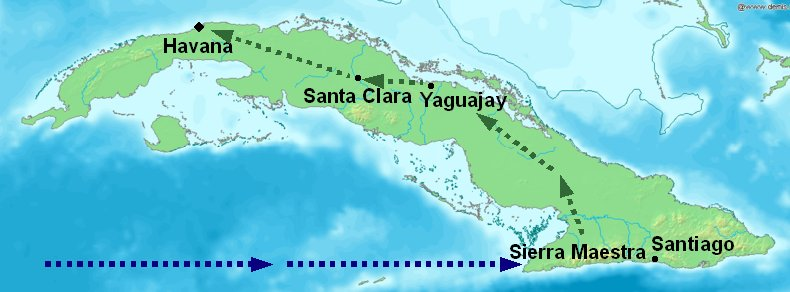
쿠바 지도. 1956년 말 그란마 호의 반란군이 도착한 지점과 시에라 마에스트라의 반란군 기지를 보여주고 있다. 또 1958년 12월 체 게바라와 시엔푸에고스가 라스 비야스를 경유해 아바나로 간 진로도 나온다.

다음날(31일) 혼란속에서 체 게바라, 시엔푸에고스 군대와 로날드 쿠벨라, 후안 ("엘 메히카노El Mejicano") 아브라안테스, 윌리엄 알렉산더 모건이 이끄는 혁명 지도자단 반란군은 산타 클라라 시를 점령했다. 패배 소식으로 바티스타는 공포에 빠진다. 1959년 1월 1일 그는 도미니카 공화국으로 도주했다. 카스트로는 그날 아침에 바티스타의 도주 소식을 듣고 즉시 산티아고 데 쿠바를 점령하기 위해 협상을 시작했다. 1월 1일 이 도시의 지휘관 루비도 대령은 병사들에게 싸우지 말 것을 명령하여 카스트로 군대가 도시를 점령했다. 이때 체 게바라와 시엔푸에고스 군대는 아바나로 진입했다. 그들은 산타 클라라에서 쿠바의 수도로 가는 동안 전혀 공격받지 않았다. 카스트로 자신은 승리 행진을 오래 하고 1월 8일에 아바나에 도착했다. 그는 마누엘 우루티아 예오를 대통령으로 삼았다.

### 1959년 혁명 이후
| “ | 혁명 한 번으로 라틴 아메리카의 모든 미국 속국들을 위험에 빠뜨렸다. 우리는 이들 나라에게 스스로 혁명을 일으키라고 말하고 있다. | ” |
|   | — 체 게바라, 1962년 10월 |   |

카스트로는 나중에 미국으로 가서 미국에 자신의 혁명을 설명하며 다음과 같이 말했다.
| “ | 나는 세계가 우리를 어떻게 생각하는지 안다. 그들은 우리를 공산주의자라고 생각한다. 그리고 나는 분명하게 말해왔다. 우리는 공산주의자가 아니라고. 분명히. | ” |

바티스타의 하수인으로 의심받는 자들과 경찰, 병사들이 살인, 고문 같은 인권 유린과 전쟁 범죄로 인민 재판정에 섰다. 정치범죄 혁명 재판소에서 거의 대부분의 죄수들은 총살되었고, 나머지는 장기 징역을 선고 받았다. 마이애미 반체제 인사들의 주장에 따르면 혁명 재판의 악명 높은 사례가 하나 있는데, 산티아고에서 생포된 바티스타 정권의 병사 포로 70명을 라울 카스트로의 명령으로 모두 처형되었다고 하나 진위는 확인되지 않았다. 아바나에서 체 게바라는 라 카바냐 요새의 최고 검사로 임명되었다. 이것은 피델 카스트로가 反혁명을 꾀할 수 있는 잠재적인 정적들과 바티스타에 충성하는 세력을 숙청하기 위한 시도의 일환이었다. 처벌 없이 경찰이나 군대에서 쫓겨나서 목숨을 부지한 자들도 있었으며, 구 정권의 몇몇 고위급 인사들은 해외 군무관으로 추방되었다.
1961년 피그스 만 침공 이후 새 쿠바 정부는 로마 가톨릭교회 등 종교 단체의 모든 재산을 국유화했다. 정부는 공식적으로 무신론을 표방하며 주교를 비롯한 수백명의 성직자들을 나라에서 쫓아냈다. 파리아는 쿠바 정부의 무신론 입장으로 사립 학교는 금지되고 점차 공산주의 국가는 아이들에게 더 많은 책임을 지게 되었다고 썼다. 벽촌에까지 학교가 세워져 모든 인민이 9학년까지 양질의 무상교육 서비스를 보장받게 되었다. 의료 부문 역시 국유화되어 학교와 마찬가지로 벽촌에까지 의료 시설이 들어서게 되었으며, 모든 인민이 양질의 의료 서비스를 무상으로 제공받게 되었다.
지리학자이자 쿠바의 장군 안토니오 누녜스 히메네스는 쿠바의 개간 가능한 좋은 땅 중 75%가 외국인 혹은 외국(주로 미국) 회사의 소유라고 보고했다. 쿠바 정부는 문맹을 없애고 토지 개혁을 단행했다. 토지 개혁 노력 덕분에 대토지를 협동농장으로 분할하여 생활 수준이 향상되는 데 일조했다. 명목상 토지 개혁을 맡았던 소리 마린 장군은 이에 반대하고 도주하다 결국 처형되었다. 마르크스주의자가 아닌 반(反)바티스타 반란군 지도자는 망명을 강요받거나 숙청되어 죽거나 비튼 형제처럼 반란을 일으키다 실패해서 제거되었다.
과거 반란군 출신들과 지지자들 사이의 권력기반을 넓히기 위해 쿠바 정부는 권력을 잡자마자 혁명 시민군을 조직했다.
1959년 2월 피델 카스트로는 쿠바의 총리가 되었다. 그는 즉시 국가 경제의 개혁에 착수하여, 임대와 전기 요금을 내리고 집권 첫 해인 1959년 5월, 토지개혁법으로 거의 보상 없이 사유 토지 및 재산을 몰수하였고, 400 헥타르 이상의 토지와 공공 시설을 유상 몰수하여 국유화하였으며, 민영 부문에 대한 통제를 강화하는 한편, 도박 산업을 금지시켰다. 또한 정부는 쿠바에서 많은 미국 시민권자들을 축출하였다. 쿠바 변호사 마리오 라소는 크기에 관계없이 농장들을 정부가 점유했다고 썼다. 쿠바의 상류 중산층이 소유하던 토지, 기업, 회사도, 피델 카스트로 가족이 소유한 농장도 국유화되었다. 이러한 조치들은 피델 카스트로 정부에 의하여 시에라 마에스트라 선언에서 기초한 프로그램이라는 명분으로 착수되었다. 쿠바의 중산층은 카스트로가 정권을 잡자마자 거의 대부분 쿠바를 탈출하였다. 이들 망명자의 거의 대부분은 바로 물 건너 미국의 마이애미에 정착하여 격렬한 반 카스트로 운동을 벌이며 미국의 대외 정책에 커다란 영향력을 행사하고 있다.
초기에는 토지개혁 등 민주주의혁명의 성격을 띠었으나, 1960년 후반 이후부터는 공산주의혁명으로 이행하기 시작하였다. 미국 소유의 원유, 전화, 전기 회사와 설탕 공장의 국유화에 따라 미국의 이익이 직접적으로 영향을 받으면서 미국과의 관계도 악화되었다. 대신에 미국은 쿠바의 설탕 수입을 줄였고 소련은 쿠바의 설탕 잉여분을 사들였으며 무역과 기술 대표단을 파견하였다. 1960년 말까지 혁명 정부는 총 250억 미국 달러에 달하는 사유 재산을 국유화하였다. 이중 미국인의 재산은 불과 1억 미국 달러를 상회했을 뿐이다. 또한 1960년 8월 6일에 미국과 다른 외국 소유의 재산도 모두 국유화되었다. 이에 미국은 미국 내 쿠바인의 자산을 동결하고 쿠바에 대한 통상 제한을 강화하는 것으로 대응해서 지금까지 거의 50년간 지속되고 있다.
1960년 말까지, 정권에 반대하는 모든 신문사들이 폐쇄되었고 모든 라디오, 텔레비전 방송국은 정부의 통제에 놓이게 되었다. 마이애미로 망명한 쿠바 반체제 인사들의 주장에 따르면 온건주의자, 교사, 교수들은 숙청되으며 어떤 한 해에는 약 2만여명의 반대파들이 비인간적인 투옥 조건에서 구속되고 고문을 당하였다고 한다. 동성연애자들은 1960년대에 포로수용소에 감금되었고, 거기서 그들은 의학적, 정치적으로 "재교육"을 받아야 했는 주장도 제기되었다. 어떤 추정에 따르면 이때 1만5천~1만7천명이 처형되었다. 카스트로가 최고지도자인 공산당은 1당 체제를 강화하였다. 이에 따라 피델 카스트로의 동생 라울 카스트로는 육군참모총장이 되었다. 반체제 인사들에 따르면 쿠바에서는 카스트로에 대한 충성이 모든 관직에 대한 주요한 판단기준이 되었다. 그들은 또한 1960년 9월, 혁명 정부가 혁명보위위원회(Committees for the Defense of the Revolution, CDR)라는 이웃 감시 시스템을 만들었다고 주장했다. 사람들 사이에 정부의 밀고자가 판쳤다고 한다. 지역 혁명 보위 위원회에서는 주민들이 서로 소비 습관, 외국인 접촉 정도, 직업과 교육 이력, 그밖에 "수상한" 행동을 감시하는 세부 기록을 관리했다고 한다. 그러나 이같은 주장들의 사실 여부는 확인되지 않았으며 쿠바 정부는 이 주장들을 부정하고 있다.
1961년 새해 퍼레이드에서, 공산당 행정부는 소비에트 연방의 탱크 등 무기를 선보였다. 마침내, 이 작은 섬나라는 라틴 아메리카에서, 브라질에 이어 2번째의 군사 강국이 되었다. 쿠바는 소련이 특권을 부여한 우방국이 되었다.

## 같이 보기
- 볼리바르 혁명
- 공산주의
- 쿠바 해빙
- 쿠바의 역사
- 쿠바의 대외 관계